# Pañoleta

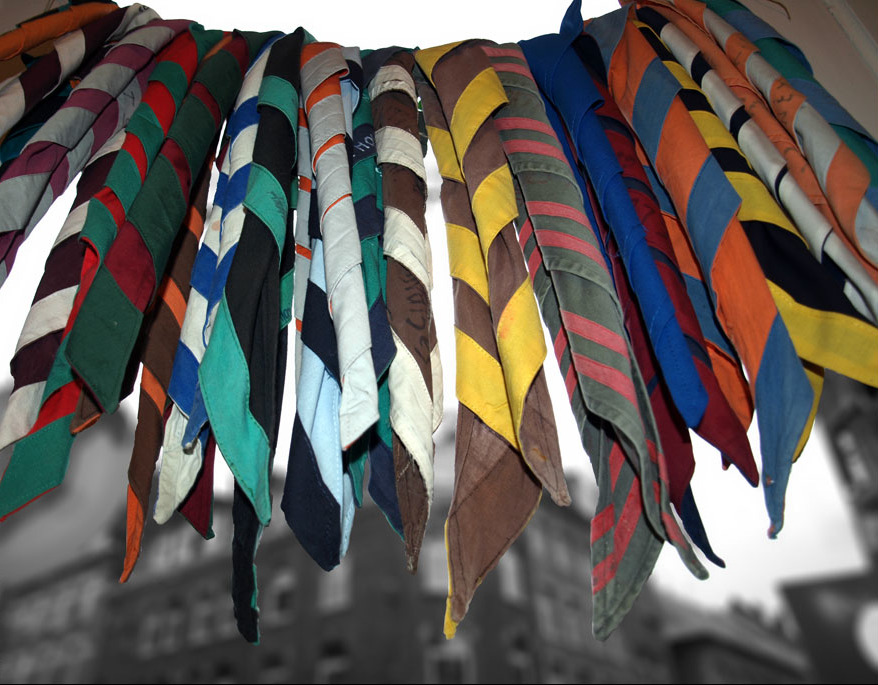
Colección de pañoletas Scout

La pañoleta o pañoleta Scout es un trozo de tela normalmente de forma de triángulo rectángulo y raramente isósceles o cuadrada que el scout lleva enrollado sobre sí mismo alrededor y por encima del cuello. Es un elemento distintivo del uniforme scout, como pueden ser también la camisa o el sombrero de cuatro bollos. Si bien normalmente cada grupo scout tiene una pañoleta propia caracterizada por distintos colores y significados, también existen varias asociaciones regionales, nacionales o continentales, así como eventos como los Jamborees, que cuentan con sus propias pañoletas.

## Uso en el escultismo

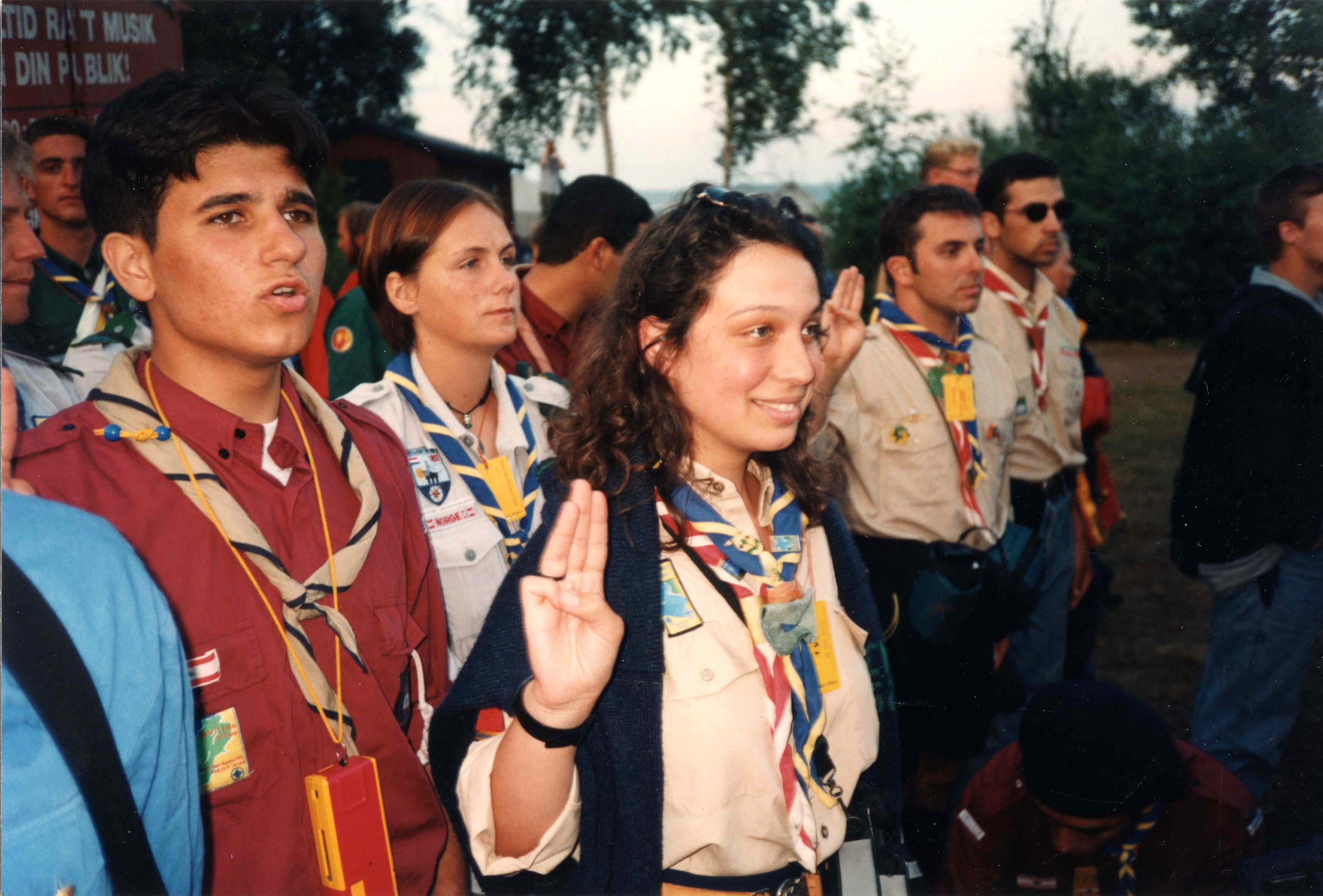
Scouts de diferentes países con sus respectivas pañoletas en el Moot 1996

El origen de la pañoleta Scout parece estar relacionado con la participación de Robert Baden-Powell, fundador del Movimiento Scout, en la Segunda Guerra Matabele en 1896, donde trabajó con Frederick Russell Burnham, un explorador de origen estadounidense empleado por el Ejército Británico. Baden-Powell adoptó el estilo práctico de vestir de Burnham, que incluía "un pañuelo de color gris, atado de manera suelta alrededor del cuello para prevenir quemaduras solares". Cuando Baden-Powell presentó el Movimiento Scout con su libro Escultismo para Muchachos en 1908, prescribió la pañoleta como parte del uniforme scout, probablemente influido también por el aspecto más llamativo que confería la pañoleta y su colorido al uniforme Scout.
Las primeras pañoletas eran un triángulo, cortado diagonalmente, de un cuadrado de 32" x 32"; mientras que las actuales son un triángulo desde el principio. Originalmente era una prenda que se usaba con fines prácticos, especialmente por su utilidad para proteger el cuello del Sol, como también se puede utilizar como un pañuelo común para cualquier vendaje ligero como de emergencia, e incluso como cabestrillo para inmovilizar partes del cuerpo lesionadas.  Actualmente la pañoleta, sin por ello haber perdido su funcionalidad práctica, es más un símbolo de pertenencia al Movimiento Scout siendo empleada a veces como una sustita del Uniforme Scout en su totalidad y comúnmente adornada por el scout con numerosos accesorios tales como silbatos, chapas, pulseras u otros añadidos.

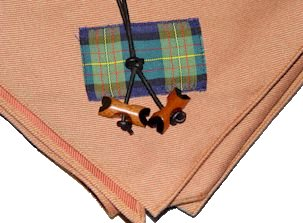
Pañoleta Gilwell, probablemente la más importante del Moviento Scout

Inicialmente, las pañoletas se sujetaban al cuello atándolas exclusivamente con varios tipos de nudos, como el nudo de la amistad. Hasta que en Estados Unidos a principios de la década de 1920 se empezó a usar el anillo de pañoleta o pasador (woggle en inglés) el cual se extendió rápidamente por todo el mundo Scout. Este cambio fue motivado por motivos tanto estéticos como prácticos: hace más fácil sacar la pañoleta en caso emergencia y los scouts aprenden distintas habilidades al fabricar sus propios pasadores. En varios grupos, el paso de usar nudo a poder usar pasador no viene automático con la entrega de la pañoleta, sino que para ello es necesaria una progresión previa del scout.
La pañoleta estará formada habitualmente por una combinación de colores entre la tela de fondo y cintas o bordados sobre ella (aunque no hay un único patrón) elegidos por cada grupo scout y con una simbología particular en cada caso. Por otra parte, en muchas asociaciones scouts se utiliza un código de colores de los pañuelos para identificar a quienes desarrollan tareas territoriales, distinguiendo según el color de la tela si se desempeñan en el nivel distrital, provincial, regional o nacional. Quienes prestan servicio en los organismos mundiales e interregionales de la Organización Mundial del Movimiento Scout generalmente portan una pañoleta de color morado.

## Uso fuera del escultismo

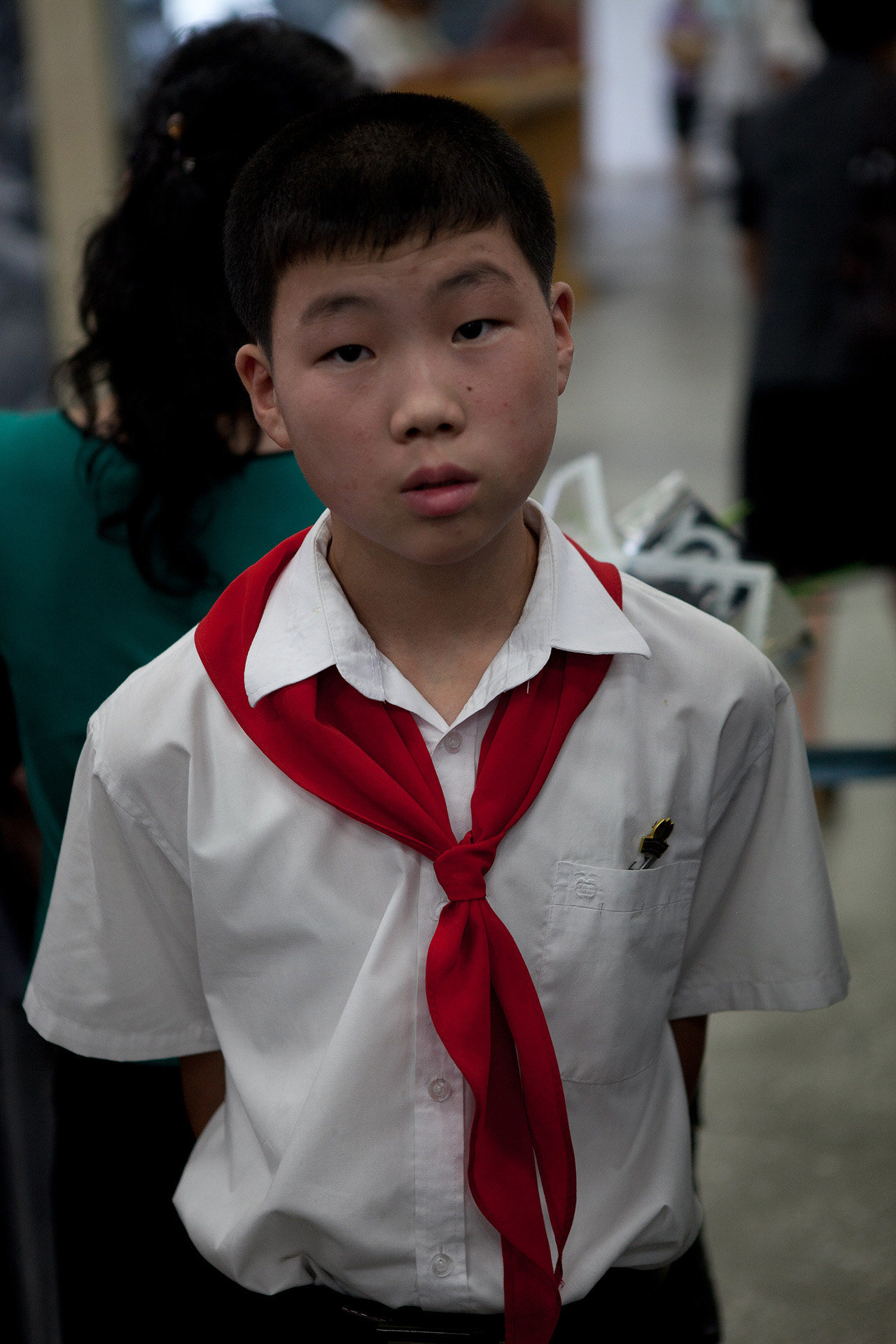
Pionero norcoreano con su pañoleta

La pañoleta no es un elemento exclusivo del Movimiento Scout. Diversas modalidades de pañoleta son y han sido usadas por otras organizaciones juveniles a través del mundo o incluso por cuerpos militares como los Marines Estadounidenses.
En la Alemania nazi, las Juventudes Hitlerianas, el Deutsches Jungvolk y la Liga de Muchachas Alemanas levaban una pañoleta negra como parte de su uniforme, generalmente doblada bajo el cuello de la camisa. Es bastante probable que este elemento fuese copiado del Movimiento Scout, el cual fue prohibido en Alemania por los nazis en 1935.
En muchos estados comunistas, los miembros del movimiento de Pioneros llevaban en su lugar una pañoleta de color rojo, que a veces se usaba sin el resto del uniforme. Como particularidades, está pañoleta acostumbra a estar siempre anudada sin hacer uso de pasador y tener la tela comúnmente la forma de un triángulo isósceles.  Esta práctica continúa en la actualidad en la indumentaria los movimientos de Pioneros de Vietnam, China y Corea del Norte, en los dos últimos países el Escultismo se haya también prohibido.